# Frente Democrático para la Reunificación de la Patria
El Frente Democrático para la Reunificación de la Patria (en hangul, 조국통일민주주의전선; romanización revisada, Joguk tong(-)il minju juui jeonseon; McCune-Reischauer, Choguk t'ongil minju chuŭi chŏnsŏn) fue un frente popular de Corea del Norte fundado el 22 de julio de 1945, que aglutinaba a los tres principales partidos políticos del país.
El FDRP estaba compuesto por el Partido del Trabajo de Corea, el Partido Social Demócrata de Corea, el Partido Chondoísta Chong-u y otras organizaciones como la Unión de Niños de Corea, la Liga de la Juventud Kimilsungista-Kimjongilista, la Unión de Mujeres Socialistas de Corea, la Unión de Trabajadores Agrícolas de Corea y la Federación General de Sindicatos de Corea.
Según el gobierno de Corea del Norte, el frente sostenía la ideología Juche y su tarea fundamental era "estrechar en torno al líder Kim Jong-il a todas las fuerzas democráticas y patrióticas que aspiran a las libertades y la independencia del país" y "propagar activamente los lineamientos y políticas de reunificación de la Patria".
Todos los candidatos para un cargo electo en Corea del Norte tenían que ser miembros del frente y eran nominados y aprobados en reuniones masivas celebradas por el frente. El PTC lideraba el frente y todas las demás organizaciones miembros estaban subordinadas a él. De este modo, el PTC podía predeterminar la composición de la Asamblea Suprema del Pueblo (ASP). El Frente Democrático Nacional Antiimperialista era aparentemente la contraparte surcoreana del FDRP, pero operaba desde Corea del Norte.
En el momento de su disolución, el 23 de marzo de 2024, Maeng Kyong-il era el director del Secretariado del Comité Central del frente. Entre los miembros del Presidium del Comité Central estaban Pak Myong-chol y Kim Wan-su.

## Historia

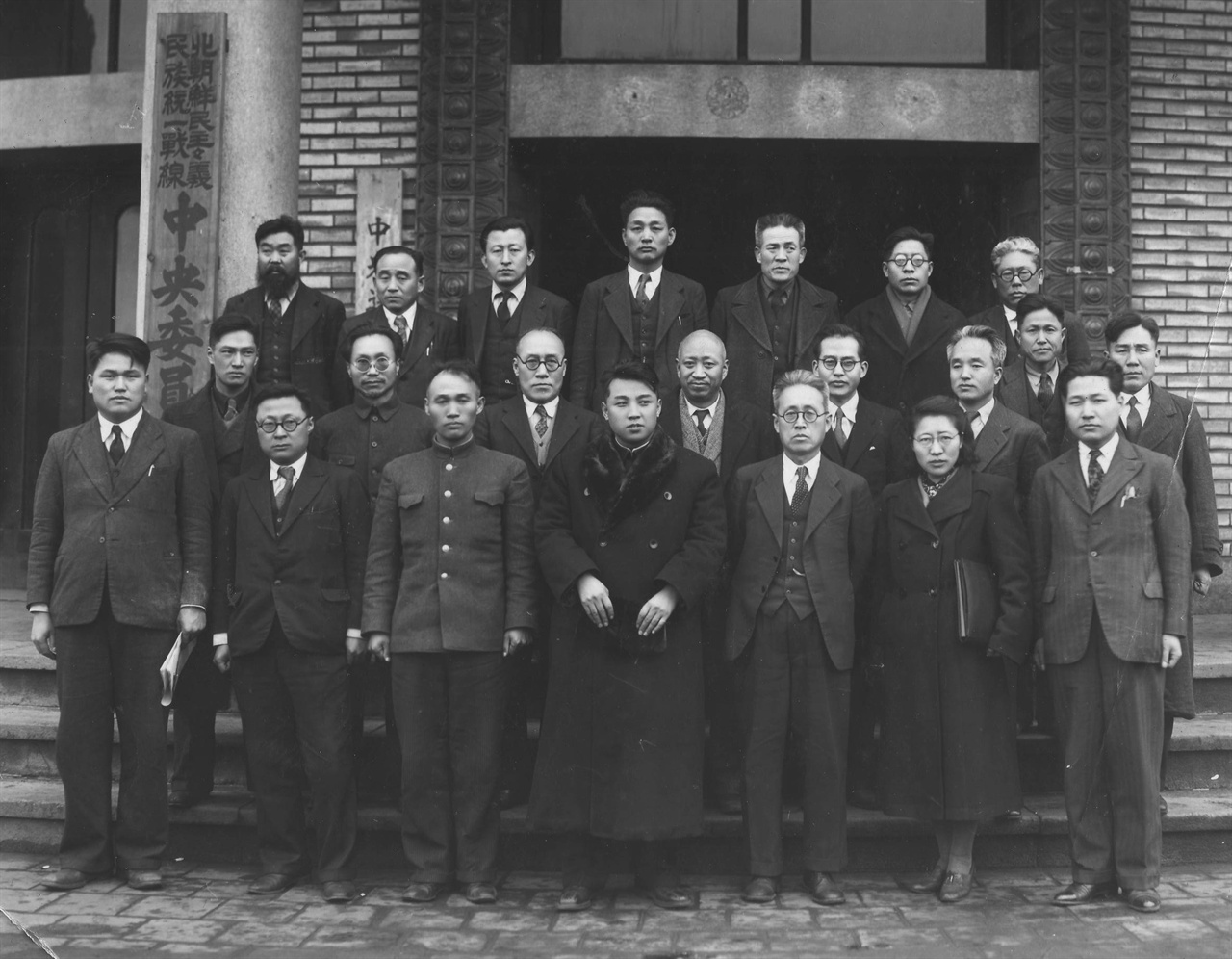
Miembros del Frente Democrático para la Reunificación de la Patria de Corea del Norte frente al complejo de la organización, junio de 1947. El futuro líder supremo de Corea del Norte Kim Il-sung está parado en el centro de la primera fila.

El Frente Democrático Nacional de Corea del Sur se fundó con el Partido Comunista de Corea en su centro el 15 de febrero de 1946. Se formó a partir de 40 partidos de izquierda y constaba de 398 comunistas dirigidos por Lyuh Woon-hyung, Pak Hon-yong y Ho Hon. El Frente Democrático Nacional de Corea del Norte se fundó con el Partido de los Trabajadores de Corea del Norte en su centro el 22 de julio de 1946. Estaba formado por 13 organizaciones y dirigido por Kim Il-sung, Kim Tu-bong, y Choi Yong-kun. Incluía la rama norcoreana del Partido Comunista y el Nuevo Partido Popular de Corea, que pronto se fusionaron para formar el Partido de los Trabajadores de Corea del Norte, así como el Partido Democrático de Corea (actual Partido Socialdemócrata de Corea) y el Partido Chondoísta Chong-u. El Frente Democrático Nacional de Corea del Norte absorbió al Frente Democrático Nacional de Corea del Sur el 25 de junio de 1949, después de que Corea del Sur prohibiera este último.
En la década de 1950, el frente sobrevivió a su papel original como una forma para que el Partido del Trabajo de Corea consolidara su poder. Por tanto, se le asignó un nuevo papel: servir como organismo para interactuar con organizaciones y partidos políticos de Corea del Sur. En consecuencia, cambió su nombre por el de Frente Democrático para la Reunificación de la Patria (FDRP). Según el experto en Corea del Norte, Andrei Lankov, en esta capacidad, el FDRP "manejó las relaciones con los diversos grupos progresistas de Corea del Sur y al mismo tiempo sirvió como voz casi oficial del gobierno de Corea del Norte en asuntos relacionados con el Sur".
En 2018, el FDRP tenía a Pak Myong-chol como su líder Los miembros del presidium durante ese tiempo incluyeron a Ri Kil-song y Kim Wan-su. El 23 de marzo de 2024, la Agencia Telegráfica Central de Corea informó que Corea del Norte había disuelto oficialmente su comité central, desapariciendo efectivamente todo el frente. La medida ocurrió después de un discurso de Kim Jong-un en el que afirmó que el norte renunciaría a su objetivo de reunificación pacífica con el sur y disolvería todas las organizaciones relacionadas con ese objetivo.